# آسایش در پناه معماری همساز با اقلیم
آسایش در پناه معماری همساز با اقلیم کتابی از محمود رازجویان است راجع به معماری سازگار با اقلیم است. 

## ویراست اول
ویراست اول این کتاب تحت‌عنوان آسایش در پناه باد در سال ۱۳۷۹ منتشر و در مراسم کتاب سال جمهوری اسلامی ایران به‌عنوان کتاب برگزیده معرفی شد.